# Bulbine semenaliundata
Bulbine semenaliundata är en grästrädsväxtart som beskrevs av Graham Williamson. Bulbine semenaliundata ingår i släktet bulbiner, och familjen grästrädsväxter. Inga underarter finns listade i Catalogue of Life.